# 松尾葉子
松尾 葉子（まつお ようこ、1953年2月17日 - ）は、日本のクラシック音楽の指揮者。

## 人物・来歴
愛知県名古屋市生まれ。愛知県立明和高等学校普通科、お茶の水女子大学教育学部音楽科を経て東京藝術大学指揮科に入学、渡辺暁雄、小林研一郎に師事して指揮を学ぶ。1979年卒業、大学院に進む。
1981年フランス留学、パリのエコールノルマル音楽院指揮科でピエール・デルヴォーに師事。1982年ブザンソン国際指揮者コンクールで女性として史上初、小澤征爾についで日本人二人目の優勝、一躍注目を集めた。同年帰国、デビュー。東海テレビ賞受賞。東京藝術大学指揮科講師。
1983年『若い芽のコンサート』でNHK交響楽団を指揮。以後、東京交響楽団、読売日本交響楽団、新日本フィルハーモニー交響楽団などを指揮、エイボン女性芸術賞受賞。1999年セントラル愛知交響楽団常任指揮者。2000年名古屋能楽堂で『ドン・ジョヴァンニ』を茂山千之丞演出により指揮、都市文化奨励賞を受賞。 2001年ニューヨーク・カーネギーホールにてベートーヴェンの第九を指揮する。2017年愛知県芸術文化選奨を受賞。2021年知立文化賞受賞。
女声合唱団マドンナ「かきつばた」ディレクター。アンサンブル・フォルテ指揮者。トリフォニーホール・ジュニア・オーケストラ音楽監督、創立名誉指揮者。

## 著書
- 『マドモアゼルがシェフだって 女性指揮者の青春エッセイ』かのう書房、1993　のち「指揮者にミューズが微笑えんだ」論創社
- 『指揮者、この瞬間 夢はいつもファンタスティック』樹立社 2008